# Bryopolia
Bryopolia is een geslacht van vlinders van de familie Uilen (Noctuidae), uit de onderfamilie Cuculliinae.

## Soorten
- B. boursini Plante, 1983
- B. centralasiae Staudinger, 1882
- B. chamaeleon Alphéraky, 1887
- B. chrysospora Boursin, 1954
- B. holosericea Boursin, 1960
- B. tenuicornis Alphéraky, 1887
- B. tribulis Plante, 1983
- B. virescens Hampson, 1894